# La scimmia nuda - Studio zoologico sull'animale uomo
La scimmia nuda - Studio zoologico sull'animale uomo (titolo originale: The Naked Ape) è un libro divulgativo pubblicato nel 1967 da Desmond Morris, tradotto per la prima volta in italiano nel 1968, che descrive la specie umana attraverso lo sguardo di un etologo, che a causa della guerra impara a guardare l'uomo anche come zoologo .

## Contenuto
La tesi principale del libro è che la pelle sia l'organo che distingue di più gli esseri umani dagli altri primati. 
Le tipologie di primati sono censite dall'autore in 197, ma una di queste non ha peli, esclusa la testa, le ascelle e le parti intime: l'uomo.
Negli esseri umani, la relativa assenza di peli è legata ad un bisogno di contatto fisico tra la madre e il suo bambino. Le peculiarità della sessualità umana sarebbe fortemente legata anche a questa mancanza di villosità.  Sin dalle origini, la fase riproduttiva, e di conseguenza l'allevamento, hanno segnato in modo particolare la vita dello scimmione nudo .
La nostra specie per sopravvivere continua a farsi domande su domande, questo fenomeno viene chiamato neofilia: l'amore per il nuovo.
La gerarchia è il sistema fondamentale di vita dei primati, a capo del gruppo vi è un maschio dominante e al sopraggiungere della vecchiaia uno scimmione più giovane lo sfida in un combattimento per prendere il suo posto.
Il libro ha venduto oltre 10 milioni di copie ed è stato tradotto in 23 lingue, tuttavia è stato anche oggetto di critiche a causa del suo scarso apporto metodologico e delle sue ipotesi errate (come l'ipotesi della savana all'origine del bipedismo, o la teoria della scimmia assassina).
Per quanto riguarda l'alimentazione, quando l'uomo diventa carnivoro sviluppa abilità di caccia. Il cacciare la preda è un bisogno umano antichissimo, che l'uomo sfoga anche oggi con la "caccia sportiva".
Per quanto riguarda il benessere, si tratta di pulizia sociale ovvero uno sviluppo di un sistema amichevole di aiuto reciproco, pulendosi e rispettandosi a vicenda.